# Fe Del Mundo
 Fe Villanueva Del Mundo  (* 27. November 1911 in Quezon City, Philippinen; † 6. August 2011 in Manila, Philippinen) war eine philippinische Kinderärztin. Sie wurde als erste asiatische Frau an der Harvard Medical School aufgenommen und gründete das erste Kinderkrankenhaus auf den Philippinen. Sie war die erste weibliche Präsidentin der Philippine Pediatric Society und die erste Frau, die 1980 zur National Scientist of the Philippines ernannt wurde.

## Leben und Werk
Del Mundo war das sechste von acht Kindern von dem Anwalt Bernardo del Mundo und Paz Villanueva. Drei ihrer acht Geschwister starben im Säuglingsalter, während eine ältere Schwester im Alter von 11 Jahren an Blinddarmentzündung starb. Del Mundo besuchte die Intramuros Elementary School und die Manila South High School. 1926 schrieb sie sich am College of Medicine auf dem Campus der Universität der Philippinen in Manila ein und erwarb 1933 ihren Abschluss in Medizin. Im selben Jahr bestand sie die ärztliche Fachprüfung. Ihr Kontakt mit verschiedenen Gesundheitszuständen der Kinder in der Provinz Marinduque während ihres Medizinstudiums führte sie dazu, sich auf die Pädiatrie zu spezialisieren.
Präsident Manuel Quezon bot ihr anschließend an, eine Weiterbildung in einem medizinischen Bereich ihrer Wahl an einer beliebigen Schule in den Vereinigten Staaten zu bezahlen. Sie reiste 1936 mit einem Stipendium der Philippinen in die Vereinigten Staaten und absolvierte 1937 die Pädiatriekurse A, B und C am Harvard Medical College. 1939 kehrte sie mit einem zweijährigen Forschungsstipendium an das Kinderkrankenhaus der Harvard Medical School zurück. 1940 erwarb sie einen Master-Abschluss in Bakteriologie an der Boston University. Sie arbeitete ein Jahr an der University of Chicago, sechs Monate am Johns Hopkins Hospital und kurze Zeit in verschiedenen pädiatrischen Institutionen, um ihre Ausbildung abzurunden.
1941 kehrte sie kurz vor der japanischen Invasion des Landes auf die Philippinen zurück. Sie trat dem Internationalen Roten Kreuz bei und meldete sich freiwillig zur Betreuung von internierten Kindern, die im Internierungslager für Ausländer der Päpstlichen und Königlichen Universität des heiligen Thomas von Aquin in Manila inhaftiert waren. Sie richtete ein provisorisches Krankenhaus innerhalb des Internierungslagers ein, und ihre Aktivitäten führten dazu, dass sie als Der Engel von Santo Tomas bekannt wurde. Nachdem die japanischen Behörden das Krankenhaus 1943 geschlossen hatten, wurde del Mundo von Manilas Bürgermeister León Guinto gebeten, ein Kinderkrankenhaus unter der Schirmherrschaft der Stadtregierung zu leiten. Das Krankenhaus wurde später in ein medizinisches Zentrum mit Vollversorgung umgewandelt, um die Verwundeten während der Schlacht um Manila (1945) zu versorgen. Am 1. August 1945 wurde das Krankenhaus nach dem Krieg an das Gesundheitsministerium (Philippinen) übergeben und wurde in Nord General Hospital (NGH) umbenannt. Es wurde zu einem Charity-Krankenhaus, um rund zwei Drittel der mehr als eine Million Einwohner der Stadt Pasig medizinisch zu versorgen. Del Mundo blieb bis 1948 Direktorin des Krankenhauses. Später wurde das Krankenhaus in José R. Reyes Memorial Medical Center umbenannt.

## Gründung des Kindermedizinischen Zentrums

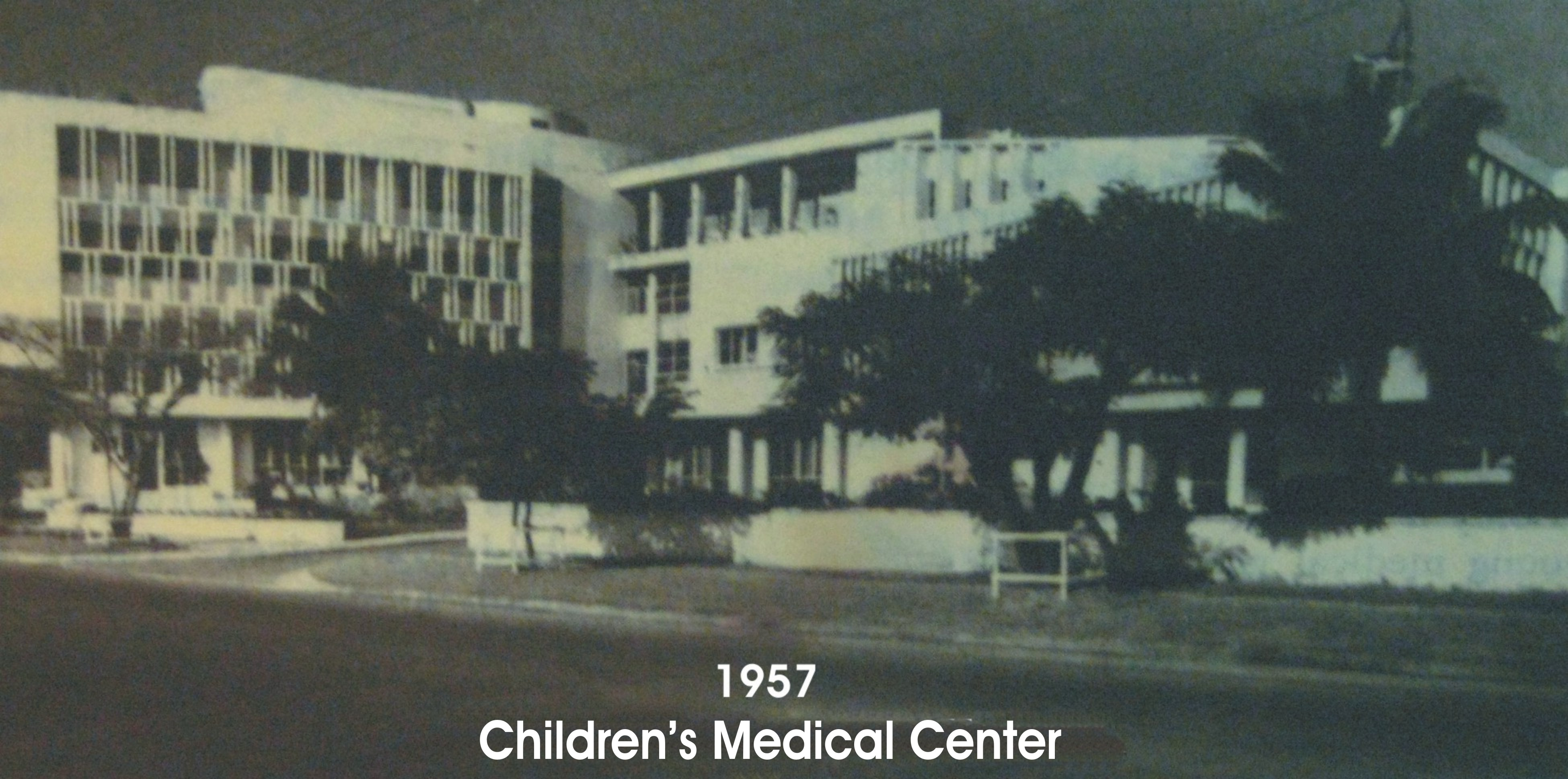
Childrens Medical Center, 1957

Frustriert von den bürokratischen Zwängen bei der Arbeit für ein Regierungskrankenhaus, wollte Del Mundo ihr eigenes Kinderkrankenhaus gründen. Zu diesem Zweck verkaufte sie ihr Haus und den größten Teil ihrer persönlichen Habe und erhielt einen beträchtlichen Kredit von dem staatlichen Versicherungssystem, um den Bau ihres eigenen Krankenhauses zu finanzieren. Das Children’s Medical Center, ein Krankenhaus mit 107 Betten in Quezon City, wurde 1957 als erstes Kinderkrankenhaus auf den Philippinen eröffnet. 1966 wurde das Krankenhaus durch die Einrichtung eines Instituts für Mütter- und Kindergesundheit, der ersten Einrichtung dieser Art in Asien, erweitert. Del Mundo lebte im zweiten Stock des Kindermedizinischen Zentrums in Quezon City und machte bis zu ihrem 99. Lebensjahr weiterhin morgendliche Rundgänge.

## Gründung der Children’s Medical Center Foundation
Als sie 1957 die Children’s Medical Center Foundation gründete, konnte sie Filipinos in die ländlichen Gebiete der Philippinen medizinisch versorgen, die wenig bis gar keinen Zugang zu medizinischer Versorgung hatten. Diese Stiftung rettete Tausende von Kindern durch die Einrichtung von Familienplanungskliniken und die Behandlung vermeidbarer Gesundheitsprobleme wie schlechte Ernährung und Dehydration.
Del Mundo war bis in ihre 90er Jahre noch in ihrer Praxis für Kinderheilkunde tätig. Sie starb drei Monate vor ihrem 100. Geburtstag an einem Herzstillstand und wurde auf dem Nationalfriedhof in Fort Bonifacio Libingan ng mga Bayani beigesetzt.

## Forschung und Innovation
Del Mundo wurde für ihre Arbeit zu Infektionskrankheiten in philippinischen Gemeinden bekannt. Unbeeindruckt vom Mangel an gut ausgestatteten Laboren auf den Nachkriegsphilippinen schickte sie Proben oder Blutproben zur Analyse ins Ausland. In den 1950er Jahren verfolgte sie Studien über Dengue-Fieber, eine häufige Krankheit auf den Philippinen, über die zu der damaligen Zeit noch wenig bekannt war.
Ihre eigenen klinischen Studien umfassen 150 wissenschaftliche Arbeiten, die von Messungen an 10.839 Neugeborenen und häufig übersehenen Kinderkrankheiten bis hin zur Pathogenese des Dengue-Fiebers und zur Immunisierung reichen.
Sie verfasste auch das Lehrbuch der Kinderheilkunde, das an philippinischen medizinischen Fakultäten verwendet wurde.
Del Mundo war Ehrenmitglied der American Pediatric Society.

## Ehrungen
- Del Mundos Vermächtnis und ihre Lehren wurden in einem Bildband Dr. Fe Del Mundo: A Beautiful Life  verewigt, der zu ihrem 99. Geburtstag veröffentlicht wurde[2]
- 1966: Elizabeth Blackwell Award, Hobart and William Smith Colleges
- 1977: die Auszeichnung als Outstanding Pediatrician and Humanitarian von der International Pediatric Association Mundo mit dem Ramon-Magsaysay-Preis[3][4][5]
- 1980: als erste philippinische Frau zur Nationalen Wissenschaftlerin der Philippinen erklärt
- 2008: Preis der Seligen Teresa, Kalkutta der AY Foundation
- 2010: Lakandula-Orden mit dem Rang eines Bayani verliehen von Präsidentin Gloria Macapagal-Arroyo im Malacañan-Palast
- 2011: Grand Collar of the Order of the Golden Heart Award verliehen von Präsident Benigno Aquino III.
- 27. November 2018: Google Doodle zum 107. Geburtstag von del Mundo